# Vălcea Poleana, Iambol
Vălcea Poleana (în bulgară Вълча Поляна) este un sat în comuna Elhovo, regiunea Iambol,  Bulgaria. 

## Demografie
Componența etnică a satului Vălcea Poleana
     Bulgari (72,64%)
     Nicio identificare (27,35%)
     Altele (0%)
La recensământul din 2011, populația satului Vălcea Poleana era de 117 locuitori. Din punct de vedere etnic, majoritatea locuitorilor (72,64%) erau bulgari. Pentru 27,35% din locuitori nu este cunoscută apartenența etnică.